# Angraecum clareae
Angraecum clareae är en orkidéart som beskrevs av Johan Hermans, La Croix och Phillip James Cribb. Angraecum clareae ingår i släktet Angraecum och familjen orkidéer. Inga underarter finns listade i Catalogue of Life.